# Jean-Jacques Fiechter
Pour les articles homonymes, voir Fiechter.
Œuvres principales
- Tiré à part

Jean-Jacques Fiechter, né le 25 mai 1927 à Alexandrie et mort le 3 mai 2022 à Préverenges,, est un écrivain, historien et bellettrien vaudois.

## Biographie
Originaire d'Huttwil, Jean-Jacques Fiechter est le fils du poète et essayiste Jacques-René Fiechter. Il passe son enfance en Égypte, puis retrouve la Suisse où il fait des études de lettres à l'Université de Lausanne et écrit une thèse consacrée au socialisme français. De 1950 à 1980, il est directeur général puis président de la société Blancpain.
Historien, Jean-Jacques Fiechter traduit les mémoires de Régula Engel, qui suivit son mari colonel durant toutes ses campagnes napoléoniennes de 1792 à 1815. S'intéressant à la période révolutionnaire, il publie la biographie de Pierre-Victor de Besenval.
Il publie également Tiré à part, un roman policier étonnant où l'on voit un éditeur ruiner la réputation et pousser au suicide un auteur à succès, lauréat du Prix Goncourt, en utilisant son savoir professionnel.
Jean-Jacques Fiechter est membre de la section romande du PEN-Club, de Pro Litteris et de la Société de Belles-Lettres de Lausanne, lauréat de nombreux prix.

## Récompenses
- Prix de littérature française du canton de Berne en 1983 pour Un diplomate américain sous la Terreur, et 1997 pour L'ombre au tableau.
- Grand prix de littérature policière en 1994 pour Tiré à part.
- Prix d'histoire générale de l'Académie française en 1994, médaille de bronze pour Le Baron Pierre-Victor Besenval.
- Prix Empreintes d'or en 1996.

## Publications
- 1965 : Le socialisme français de l'affaire Dreyfus à la Grande Guerre, Droz, Genève
- 1983 : Un diplomate américain sous la Terreur. Les années européennes du Gouverneur Morris 1789-1799, Fayard, Paris
- 1991 : Les Abbayes vaudoises, Cabédita, Yens-s/Morges, 334 p.  (ISBN 2-882-95057-8)
- 1993 : Tiré à part, Denoël, 172 p. Coll. Sueurs froides.  (ISBN 2-207-24017-7). Rééd. J'ai lu. Littérature générale, n° 3912, févr. 1997, 158 p.  (ISBN 2-290-03912-8)
- 1993 : Le baron Pierre-Victor de Besenval, Delachaux et Niestlé, 237 p.  (ISBN 2-603-00928-1)
- 1994 : La Moisson des dieux : la constitution des grandes collections égyptiennes, 1815-1830, Julliard, 288 p.  (ISBN 2-260-01131-4)
- 1996 : L'Ombre au tableau, Denoël, 201 p.  (ISBN 2-207-24336-2). Rééd. J'ai lu. Littérature générale, n° 4498, juin 1997, 190 p.  (ISBN 2-290-04498-9)
- 2001 : Mykérinos, le dieu englouti, Paris : Maisonneuve et Larose, 255 p.  (ISBN 2-7068-1488-8)
- 2005 : À la recherche du sarcophage perdu de Mykérinos, Paris : Maisonneuve et Larose, 239 p.  (ISBN 2-7068-1916-2)
- 2006 : Faux et faussaires en art égyptien, Brepols, IX-318 p. Coll. Monumenta aegyptiaca n° 11.  (ISBN 2-503-51584-3)
- 2006 : L'Amazone de Napoléon : mémoires de Régula Engel, Cabédita, 283 p.  (ISBN 2-88295-024-1)
- 2007 : Immortelle, Riveneuve,  (ISBN 978-2-914214-17-9)
- 2009 : Faussaires d'Égypte, Flammarion, 251 p.  (ISBN 978-2-08-122088-1)
- 2010 : La Moisson des dieux, Perrin, Coll. Tempus n° 345.  (ISBN 978-2-262-03357-6)

## Adaptation au cinéma
- Tiré à part, film de Bernard Rapp, sorti en 1996, avec Terence Stamp, Daniel Mesguich et Jean-Claude Dreyfus.

## Prix
- Grand prix de littérature policière 1994 pour Tiré à part[3]
- Prix d'histoire générale de l'Académie française 1994 pour Le Baron Pierre-Victor Besenval[4]

## Sources
- « Jean-Jacques Fiechter », sur la base de données des personnalités vaudoises sur la plateforme « Patrinum » de la Bibliothèque cantonale et universitaire de Lausanne.
- Anne-Lise Delacrétaz, Daniel Maggetti, Écrivaines et écrivains d'aujourd'hui, p. 112
- Livre d'or du 150e anniversaire 1806-1956, Belles-lettres de Lausanne, p. 536 (2197)
- Le Matin dimanche 2005/06/19, p. 74
- Écrivaines et écrivains suisses d'aujourd'hui sur repertoire.a-d-s.ch
- Jean-Jacques Fiechter
- Dictionnaire du Jura – Fiechter, Jean-Jacques (1927-)
- Prix de littérature française du canton de Berne